# Jonas Ahlstrand
Jonas Ahlstrand (16 de febrero de 1990) es un ciclista sueco.

## Palmarés
2010
- Thompson Bucks County Classic, más 1 etapa

2012
- Scandinavian Race
- 1 etapa del Tour de Noruega

2014
- 1 etapa del Circuito de la Sarthe
- 1 etapa del Tour de Alberta

2015
- 1 etapa de los Cuatro Días de Dunkerque
- 1 etapa del Tour de Eurométropole

## Equipos
- Cykelcity (2011-2012)
  - Cykelcity (2011)
  - Team Cykelcity.se (2012)[1]
- Argos/Giant-Shimano (2012-2014)
  - Team Argos-Shimano (2012[2] -2013)
  - Team Giant-Shimano (2014)
- Cofidis, Solutions Crédits (2015-2016)